# 斯特鲁布尔 (艾奥瓦州)
斯特魯布爾（英語：Struble）是一個位於美国艾奥瓦州普利茅斯郡的城市。

## 地理
斯特魯布爾的座標為42°53′39″N 91°11′36″W / 42.89417°N 91.19333°W，而該地的平均海拔高度為386米（即1266英尺）。

## 人口
根據2010年美國人口普查的數據，斯特魯布爾的面積為0.41平方千米，當中陸地面積為0.41平方千米，而水域面積為0.00平方千米。當地共有人口78人，而人口密度為每平方千米190人。